# アフリカ再建フォーラム (ガボン)
アフリカ再建フォーラム（アフリカさいけんフォーラム、フランス語: Forum africain pour la reconstruction、英語: African Forum for Reconstruction）は、ガボンの政党。党首はレオン・ムボウ・エンビ。
2006年12月17日から12月24日の総選挙ではムボウ・エンビ党首が下院に1議席を獲得したのみに終わった。